# Esquirol de Hoogstraal
L'esquirol de Hoogstraal (Sundasciurus hoogstraali) és una espècie de rosegador de la família dels esciúrids. És endèmic de la regió faunística de Palawan (Filipines). Els seus hàbitats naturals són els boscos secundaris i els jardins. Està amenaçat per la destrucció del seu entorn.
Aquest tàxon fou anomenat en honor de l'entomòleg i parasitòleg estatunidenc Harry Hoogstraal.